# Knappe (Wanze)

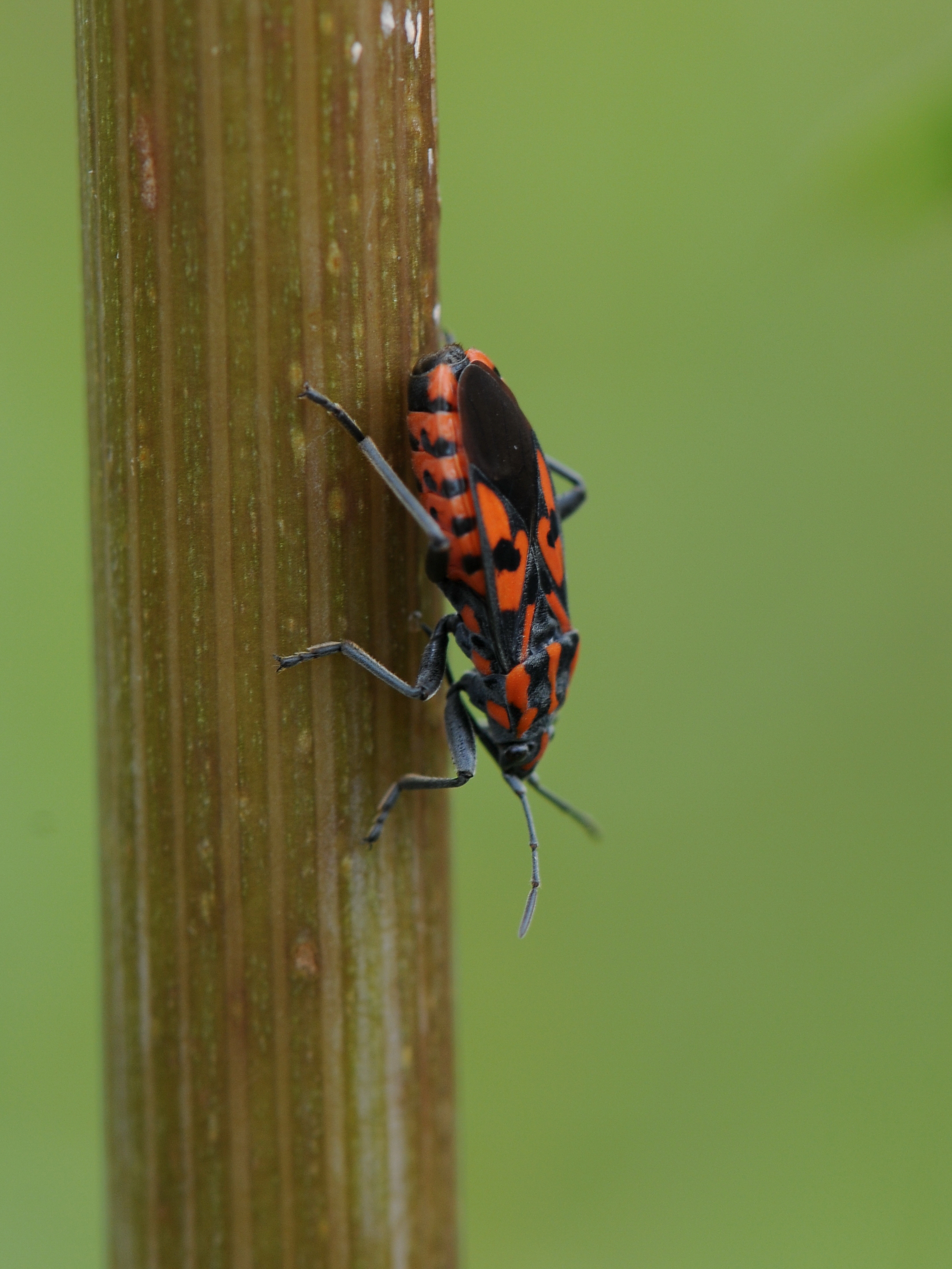

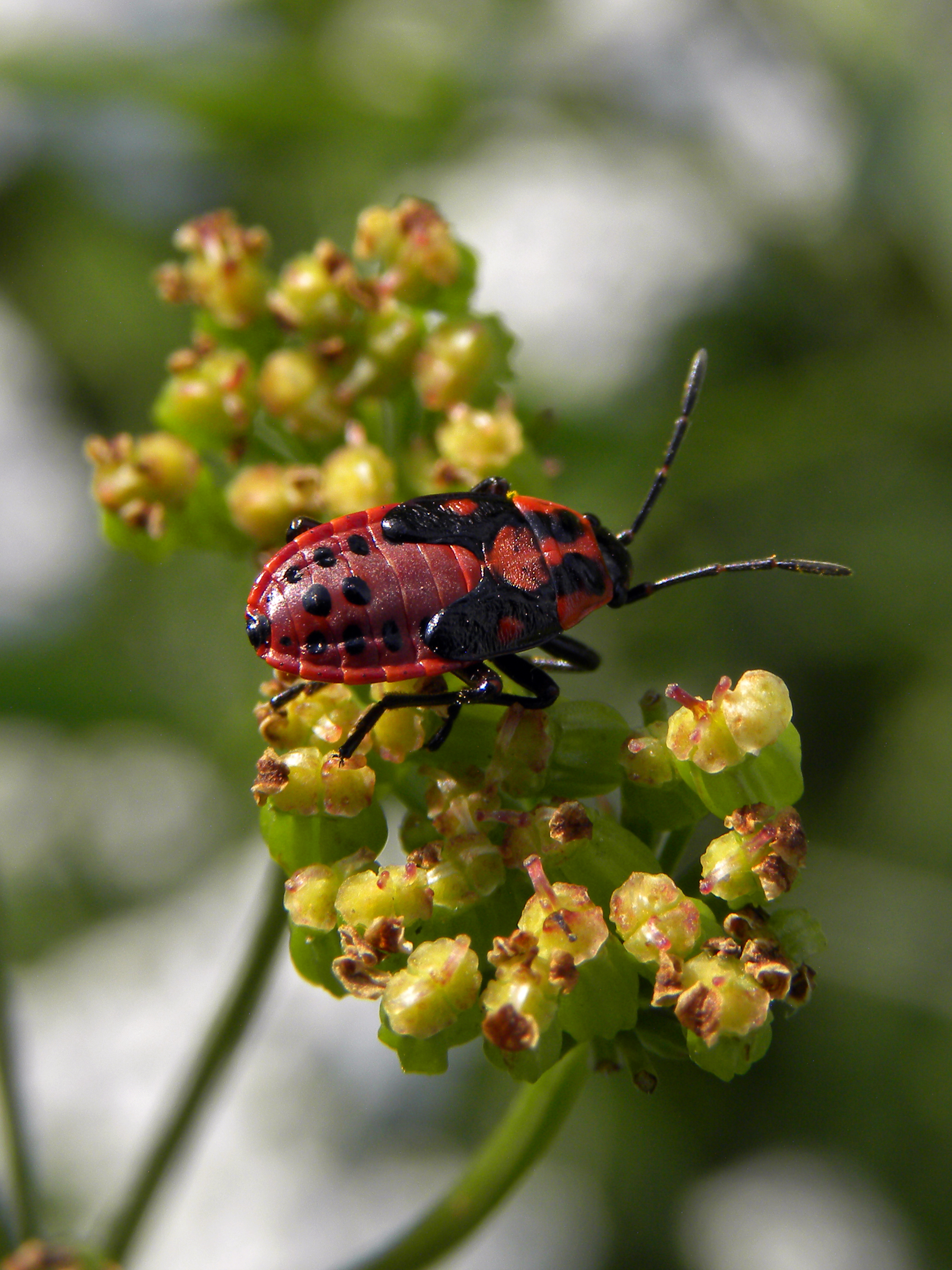
Nymphe

Der Knappe (Spilostethus saxatilis), auch Stein-Ritterwanze genannt, gehört zu den Bodenwanzen (Lygaeidae). Während viele Bodenwanzen braun oder schwarz gefärbt sind, tragen etliche Vertreter der Lygaeinae eine auffallende rot-schwarze Warnfärbung, so auch diese Wanze. 

## Merkmale
Der Knappe erreicht Körperlängen zwischen 8,5 und 12,5 Millimetern. Seine Körperform ist langoval. Das Tier ist besonders durch die roten Flecken unterschiedlicher Form auf schwarzem Grund gekennzeichnet. Der Halsschild (Pronotum) trägt drei rote Längsstreifen, das Corium der Vorderflügel (Hemielytre) ist stark rot gefleckt, alle Ränder des Corium sind schwarz, die Membran ist ebenso schwarz gefärbt. Die hyalinen Hinterflügel sind angedunkelt. Die Flügel sind voll funktionsfähig und die schwarzen Laufbeine dieser Wanze sind gut ausgebildet. Die Segmente des Hinterleibsrandes (Konnexivum) sind abwechselnd rot und schwarz gefärbt.

## Verbreitung und Lebensraum
Der Knappe ist vor allem im südlichen Mitteleuropa, in Südeuropa und im gesamten Mittelmeerraum verbreitet. Sein Areal reicht über Kleinasien bis in die Kaspische Region. In Deutschland verläuft die nördliche Verbreitungsgrenze durch Nordrhein-Westfalen, Hessen, Thüringen und Sachsen. In Norddeutschland wurden bisher nur Einzeltiere gefunden. Die Art ist nicht häufig, am Rand ihrer Verbreitung sogar eher selten, in Österreich kommt die Wanzenart aber häufiger vor. In den Alpen und in wärmebegünstigten Lagen ist die Wanze bis in Höhenlagen von 1000 Metern zu finden. Die Art kommt überwiegend in trockenen und warmen Offenlandbiotopen vor. Vielfach ist sie auch in feuchteren Habitaten wie Moore und Bachufer zu finden.

## Lebensweise
Spilothetus saxatilis lebt polyphag an krautigen Pflanzen, wobei er bevorzugt die Samenanlagen und die Samen besaugt. Die Nahrungspflanzen gehören beispielsweise folgenden Familien an: Streifenfarngewächse (Aspleniaceae), Korbblütler (Asteraceae) und Doldenblütler (Apiaceae). Der Knappe überwintert im Erwachsenenstadium. An den ersten warmen Tagen im Frühjahr, zuweilen bereits ab März, verlassen die Tiere ihre Winterquartiere. Von Mai bis Juni findet die Paarung statt, die Eiablage erfolgt im Juli. Larven treten in der Zeit von Juni bis August manchmal noch im September auf. Die Imagines der neuen Generation erscheinen ab August, im Herbst sonnen sie sich häufig auf Steinen und Felsen. Darauf deutet das Artepitheton „saxatilis“ (lat.: „zwischen Felsen befindlich“) hin.